# Doris Rübel
Doris Rübel (* 1952 in Kaiserslautern) ist eine deutsche Kinderbuchillustratorin und -autorin.

## Leben
Rübel studierte in Karlsruhe und Braunschweig und war zunächst einige Jahre als Kunsterzieherin an Hamburger Gymnasien tätig. Seit 1988 arbeitet sie ausschließlich als Kinderbuchillustratorin und -autorin. Sie lebt in Hamburg und Südfrankreich.

## Werke (Auswahl)
- Zu Besuch beim Kinderarzt. Ravensburger, 1999.
- Woher die kleinen Kinder kommen. Ravensburger, 2001.
- Mein Kindergarten. Ravensburger, 2008.
- Ängstlich, wütend, fröhlich sein. Ravensburger 2010.
- Ich komme in die Schule. Ravensburger, 2013.
- Wir entdecken unseren Körper. Ravensburger Buchverlag, 2013.
- Helfen, teilen, sich vertragen. Ravensburger Verlag, 2019.